# 534 Nassovia
534 Nassovia eller 1904 OA är en asteroid i huvudbältet, som upptäcktes den 19 april 1904 av den amerikanske astronomen Raymond Smith Dugan vid observatoriet i Heidelberg. Den är uppkallad efter Nassau Hall.
Asteroiden har en diameter på ungefär 32 kilometer och tillhör asteroidgruppen Koronis.